# Gare de Mutzig
Gare de Mutzig vasútállomás Franciaországban, Mutzig településen.

## Vasútvonalak
Az állomást az alábbi vasútvonalak érintik:
- Strasbourg–Saint-Dié-vasútvonal

## Kapcsolódó állomások
A vasútállomáshoz az alábbi állomások vannak a legközelebb:
- Gare de Gresswiller
- Gare de Molsheim